# Stefan II (papież elekt)
Stefan (II) (ur. w Rzymie, zm. 26 marca 752) – kardynał prezbiter, papież w okresie od 22 marca 752 do 26 marca 752.

## Życiorys
O jego życiu przed wyborem na papieża wiadomo niewiele. Był kardynałem prezbiterem S. Crisogono i sygnował dokumenty synodu rzymskiego w październiku 745 roku.
Po wyborze przez rzymski lud, w czasie, gdy miasto oblegali Longobardowie, zamieszkał na Lateranie. W momencie wyboru był już w starszym wieku, został wybrany następcą św. Zachariasza zaraz po jego śmierci. Nie zdążył przyjąć sakry biskupiej. Zmarł na udar mózgu zaledwie cztery dni po wyborze, zanim doszło do jego konsekracji. Z tego względu nie jest wymieniony na oficjalnej liście papieży w Annuario Pontificio na rok 2004.
Został pochowany w bazylice św. Jana na Lateranie.

## Niejasności
Z racji braku konsekracji Stefan przez całe średniowiecze nie był wymieniany przez żaden dokument, ani przez Liber Pontificalis wśród papieży. Od XV–XVI wieku w ramach dyskusji na temat roli i praw kolegium kardynalskiego został uznany za papieża, jego imię figurowało na liście do 1960 roku. Potem został usunięty z oficjalnej listy, co umotywowano faktem, że bez sakry biskupiej nie mógł pełnić funkcji papieża (biskupa Rzymu). Wywołuje to problem z numeracją kolejnych papieży o imieniu Stefan – jego następca figuruje czasem pod imieniem Stefana III, czasem Stefana II, a także jako Stefan II (III) lub Stefan III (II).
Jeśli przyjąć, że Stefan był pełnoprawnym papieżem, to jego zaledwie czterodniowy pontyfikat byłby najkrótszym w historii.